# Anse à la Gourde
L'anse à la Gourde est une plage de sable fin blanc protégée par une barrière de corail, située sur le territoire de la commune de Saint-François, en Guadeloupe.

## Géographie
Longue d'environ 1,2 km, l'anse à la Gourde est localisée entre la pointe à Cabrits à l'ouest et la pointe à la Gourde à l'est sur la côte nord de la péninsule de la pointe des Châteaux à 10 km du centre de Saint-François au lieu-dit de Kahouanne.
À 700 m au large de la pointe de la Gourde, se trouve un îlot rocheux : le rocher de l'Éperon.

## Histoire
Il s'agit en archéologie d'un site d'habitat troumassoïde et suazoïde.
Des fouilles, dont les trouvailles sont conservées au musée archéologique Edgar-Clarc, y sont menées de 1960 à 1970 par Edgar Clerc puis de 1995 à 2000 par le Service régional de l'archéologie de la Guadeloupe et l'université de Leiden. Plusieurs villages amérindiens sont ainsi découverts allant des VIe-VIIe siècle (saladoïde) jusqu'au XVe siècle (troumassoïde et suazoïde). La zone d'habitat se situe au centre du site. Plus de 1 800 trous de poteaux dans le sable et les rochers calcaires y sont répertoriés avec certains ayant des diamètres importants (13 m). Plus de cent personnes dont onze enfants sont exhumés dans 83 fosses, sises dans les maisons même, dans une fosse ou un simple trou de poteau utilisé comme tombe. Certains sont assis, d'autres sur le dos ou sur le côté. Des morceaux de corps décomposés ont été parfois transportés pour être replacés ensuite au même endroit. Certaines personnes ont sur le visage une poterie et une femme est découverte avec plus de 1 000 perles de lambi au niveau de son bassin. Le mobilier funéraire est composé de céramiques, de dents de requin trouées, de perles de coquillage, d'outils en pierre, de silex et de simples pierres.
Au sud de la zone d'habitat s'étendait une zone d'activités comportant des foyers, des lieux de préparation des aliments et des fosses de rejets. A l'ouest était une vaste place ne contenant aucun vestige qui était le lieu des rassemblements des communautés, des rituels et des fêtes. En périphérie était une zone de rebus comportant des restes de faune et de coquillages ainsi que de la céramique, lithique, en corail et en coquille, formant un anneau ovale entourant les maisons et la place.